# Tectillaria fertilis
Tectillaria fertilis är en ryggsträngsdjursart som först beskrevs av Lúcia Garcez Lohmann 1896.  Tectillaria fertilis ingår i släktet Tectillaria och familjen bägargroddar. Inga underarter finns listade i Catalogue of Life.